# ガストン・ミエレス
ガストン・ミエレス（Gastón Mieres、1989年10月5日 - ）は、スーペル・ラグビー・アメリカス、ペニャロール・ラグビーに所属するラグビーユニオン選手。

## プロフィール
- ウルグアイ・プンタ・デル・エステ出身[1]。
- ポジションはウィング(WTB)、フルバック(FB)。
- 身長 178cm、体重 81kg
- ウルグアイ代表キャップは82（2025年3月現在）でラグビーワールドカップ2015・ラグビーワールドカップ2019・ラグビーワールドカップ2023のウルグアイ代表に選ばれた[2][3]。

## 略歴
ヴァルポリチェッラ、コヴェントリーRFCを経て、2018年、トロント・アローズに加入。
2024年、ペニャロールに加入。